# She Took a Chance
She Took a Chance è un cortometraggio muto del 1915 prodotto e diretto da C. Jay Williams.

## Trama
Nora vince un maialino alla lotteria. Decide di tenerselo in casa come un animale da compagnia. Peccato che il maialino le mangi il cappello nuovo.

## Produzione
Il film fu prodotto dalla Vitagraph Company of America.

## Distribuzione
Distribuito dalla General Film Company, il film - un cortometraggio in una bobina - uscì nelle sale cinematografiche statunitensi il 18 agosto 1915.